# Hammerfest
Hammerfest – norweskie miasto i gmina leżąca w okręgu Finnmark.
Hammerfest jest 129. norweską gminą pod względem powierzchni.
Tutaj rozpoczyna się Południk Struvego.

## Demografia
Według danych z roku 2005 gminę zamieszkuje 9261 osób. Gęstość zaludnienia wynosi 10,92 os./km². Pod względem zaludnienia Hammerfest zajmuje 114. miejsce wśród norweskich gmin.
| ludność stan na 1 stycznia 2005 |         |           |       |
|                                 | kobiety | mężczyźni | razem |
| osób                            | 4634    | 4627      | 9261  |
| %                               | 50,04%  | 49,96%    | 100%  |

| wykształcenie stan na 1 października 2004 |        |         |        |        |
|                                           | podst. | średnie | wyższe | niezn. |
| osób                                      | 1543   | 3877    | 1591   | 279    |
| %                                         | 21,17% | 53,18%  | 21,82% | 3,83%  |

## Edukacja
Według danych z 1 października 2004:
- liczba szkół podstawowych (norw. grunnskolar): 10
- liczba uczniów szkół podst.: 1295

## Władze gminy
Według danych na rok 2011 administratorem gminy (norw. rådmann) jest Leif Vidar Olsen, natomiast burmistrzem (norw. ordfører, d. borgermester) jest Alf Einar Jakobsen.